# عزیمت به تهران
کتاب «عزیمت به تهران» (به انگلیسی Going to Tehran) کتابی است نوشته شده در سال ۲۰۱۴ در رابطه با سیاست آمریکا در قبال ایران که این سیاست را مورد نقد قرار می‌دهد.

## معرفی کتاب
عزیمت به تهران یکی از کتاب‌های تازه‌ای است که نویسندگان آن سیاست رایج آمریکا در مواجهه با ایران را به چالش می‌کشند. «مهم این است که سیاست داخلی و خارجی جمهوری اسلامی را درک کنیم… چیزی را که می‌گوییم روایت همدلانه اما عینی است از اینکه جمهوری اسلامی چگونه خودش را و جایگاه خود را در جهان می‌بیند… ما قصد داریم افسانه‌هایی را که دربارهٔ ایران ساخته شده به چالش بکشیم.»

## نویسنده‌ها
کتاب «عزیمت به تهران» با عنوان فرعی «چرا آمریکا باید واقعیت جمهوری اسلامی ایران را بپذیرد؟» نوشته فلینت لورت و هیلاری مان لورت است. فلینت لورت نویسنده کتاب‌هایی مانند «میراث سوریه» (۲۰۰۵)، «جاده پیش رو، سیاست بوش در خاورمیانه» (۲۰۰۵)، و پژوهشگر بنیاد آمریکای نوین در واشینگتن و استاد دانشگاه دولتی پنسیلوانیا است. او طی سال‌های ۲۰۰۲ و ۲۰۰۳ مدیر امور خاورمیانه در شورای امنیت ملی بود.

## ترجمه و نشر
کتاب عزیمت به تهران در ۴۹۶ صفحه زمستان سال ۱۳۹۲ توسط انتشارات پیکادور منتشر شده‌است.
محسن محمودی آن را در ۴۰۸ صفحه که دربرگیرندهٔ ۳ بخش و ۹ فصل است، ترجمه و انتشارات مهرگان خرد آن را در زمستان ۱۳۹۳ در ایران منتشر کرده‌است.

## نقد کتاب
ویسندگان در پی بیان سه افسانه رایج آمریکایی‌ها در مورد ایران (یعنی غیر عقلانی بودن، نا مشروع بودن و لزوم انزوا) بوده و آن‌ها را رد می‌کنند. همچنین معتقدند که اگر آمریکا همچنان ایران را در «موقعیت یک کشور مطیع» بخواهد، تبعاتی برای آمریکا دارد از جمله این که قدرت ایالات متحده برای اجرای اهداف مهم در منطقه و در دیگر مناطق جهان، مستهلک می‌شود. نقد اصلی وارد بر کتاب عدم ترسیم حقیقت استکبارستیزی ۳۵ ساله حکومت ایران و عدم کوتاه آمدن مسئولین اصلی کشور در این زمینه و نیز عدم ذکر مناسب تأثیرات انقلاب ایران در کشورهای اسلامی و جهان است که در نتیجه فقدان نگاه صحیح به این دو موضوع باعث شده تعامل ناممکن نظام آمریکا که از دید ایران مظهر استکبار (و به تعبیر سران رژیم: شیطان بزرگ) است بین نگردد و راهکار دیگری را نجویند.
«محسن محمودی» آن را در ۴۰۸ صفحه که دربرگیرندهٔ ۳ بخش و ۹ فصل است، ترجمه کرده و انتشارات «مهرگان خرد» آن را در زمستان ۱۳۹۳ در ایران منتشر شده‌است.

## برش‌هایی از کتاب
- در این کتاب در خصوص سیاست ایران در قبال حادثه تروریستی مزارشریف آمده‌است:

... جمهوری اسلامی وارد جنگ نشد. آنگونه که محسن امین‌زاده، معاون وقت وزیر خارجه بعدها توضیح داد، نظر آیت‌الله سیدعلی خامنه‌ای، رهبر ایران این بود که «افغانستان مانند باتلاق است؛ هر کسی که واردش شده نتوانسته آبرومندانه خارج شود.» او معتقد بود که نشان دادن واکنش ضروری است اما باید هشیارانه تمامی شرایط واکنش مسلحانه را در نظر بگیریم. در پایان، سیاست‌گذاران ایرانی نتیجه گرفتند که مداخلهٔ مسلحانه «می‌تواند به معضلی طولانی و دایمی برای ایران بدل شود… بی‌فکری بود و نباید رخ می‌داد.»

همزمان، دریافتند که «حمله به کنسولگری ایران در مزار شریف، در سطح بین‌المللی می‌تواند فرصتی جدید و متفاوت برای ایران به ارمغان آورد.» … او و همکارانش فکر می‌کنند که حادثه مزار شریف توجه بیشتری جلب کرده و فرصتی برای آغاز همکاری با جامعه بین‌المللی جهت مواجهه با چنین حوادثی در افغانستان را برای ایران فراهم ساخته‌است. در واقع آنچه اتفاق افتاد این بود که جمهوری اسلامی از طریق دیپلماتیک و سازمان ملل تلاش کرد تا به راه‌اندازی چارچوب به اصطلاح ۲+۶ کمک کند که شش همسایه افغانستان (چین، ایران، پاکستان، تاجیکستان، ترکمنستان و ازبکستان) را همراه ایالات متحده و روسیه گردهم آورد تا سیاست‌هایی را برای پرداختن به معضلات امنیتی تدارک ببینند که ناآرامی داخلی این کشور ایجاد کرده‌است.